# Boris Michajlovič Kustodiev
Boris Michajlovič Kustodiev (in russo Борис Михайлович Кустодиев?; Astrachan', 7 marzo 1878 – Leningrado, 28 maggio 1927) è stato un pittore e scenografo russo.

## Biografia

### Gioventù

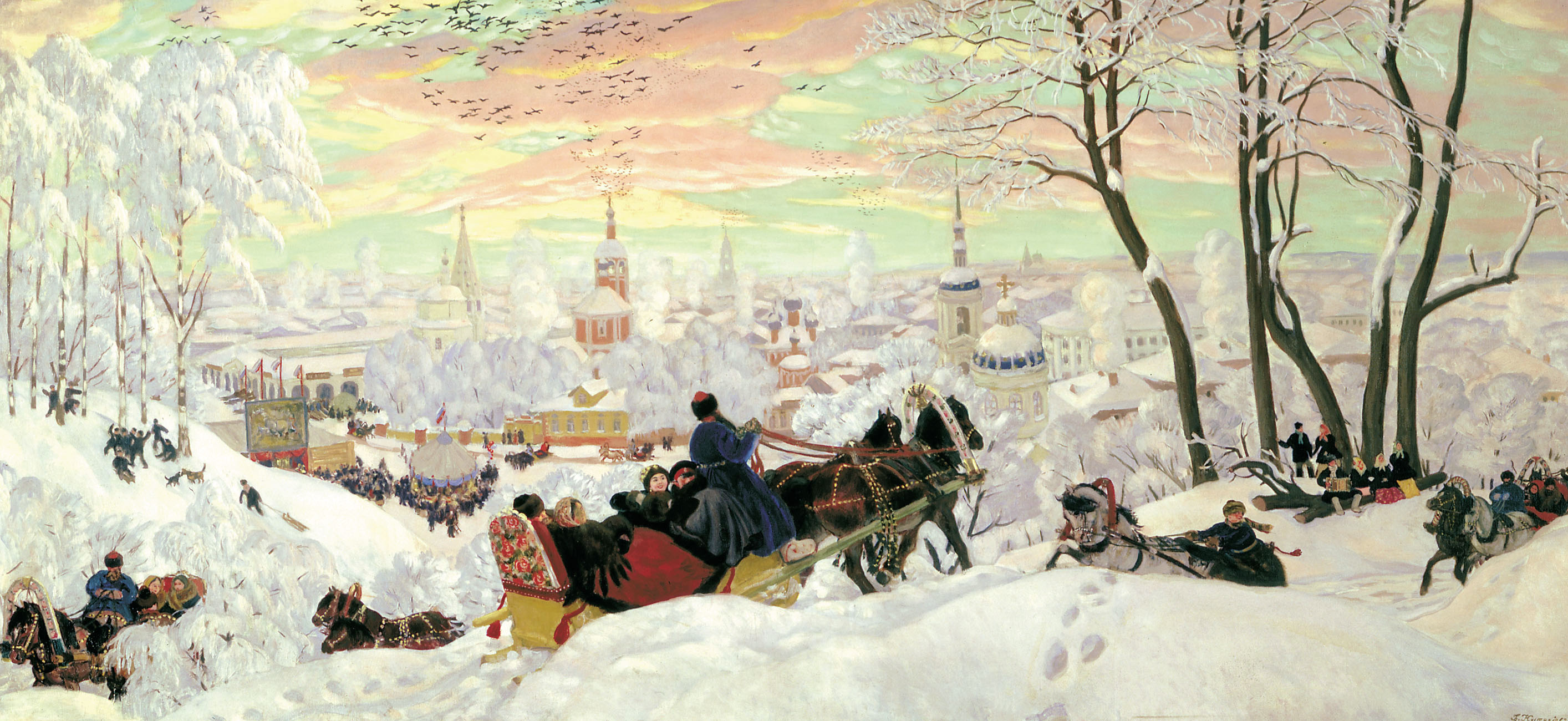
Maslenica (1916) Coll. priv.

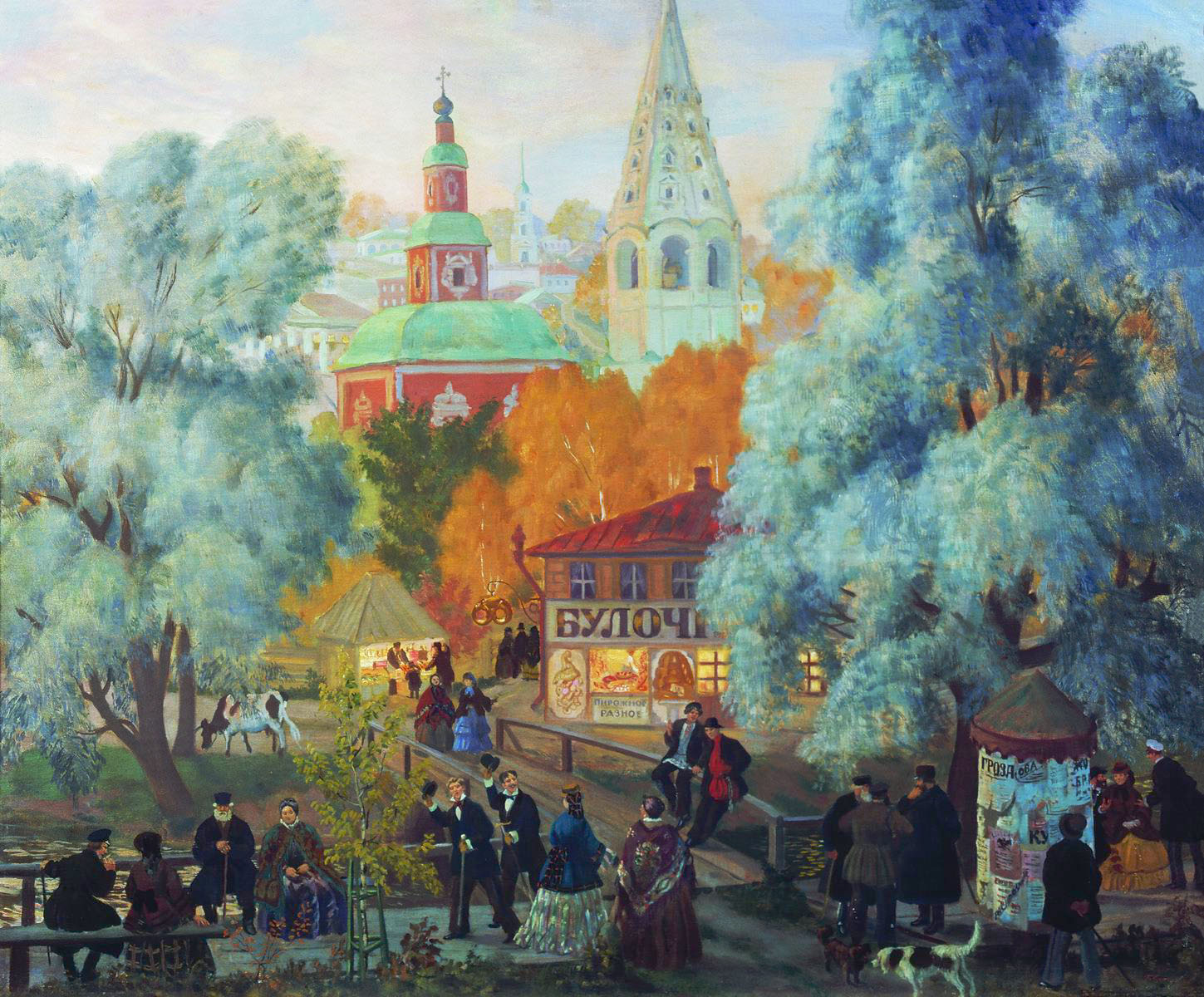
Vita di provincia (1919).

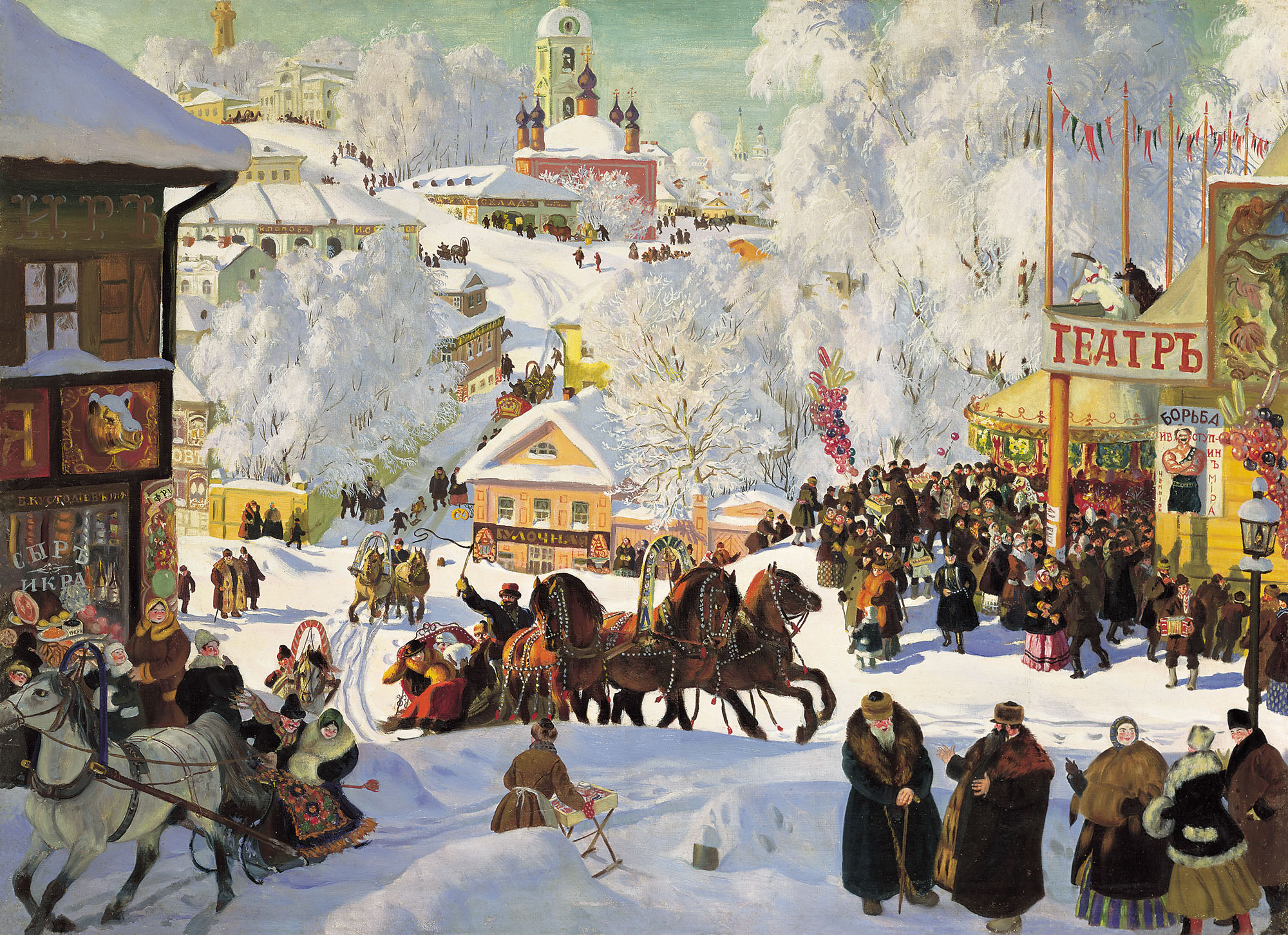
Maslenica (1919), museo Isaak Brodskij di San Pietroburgo.

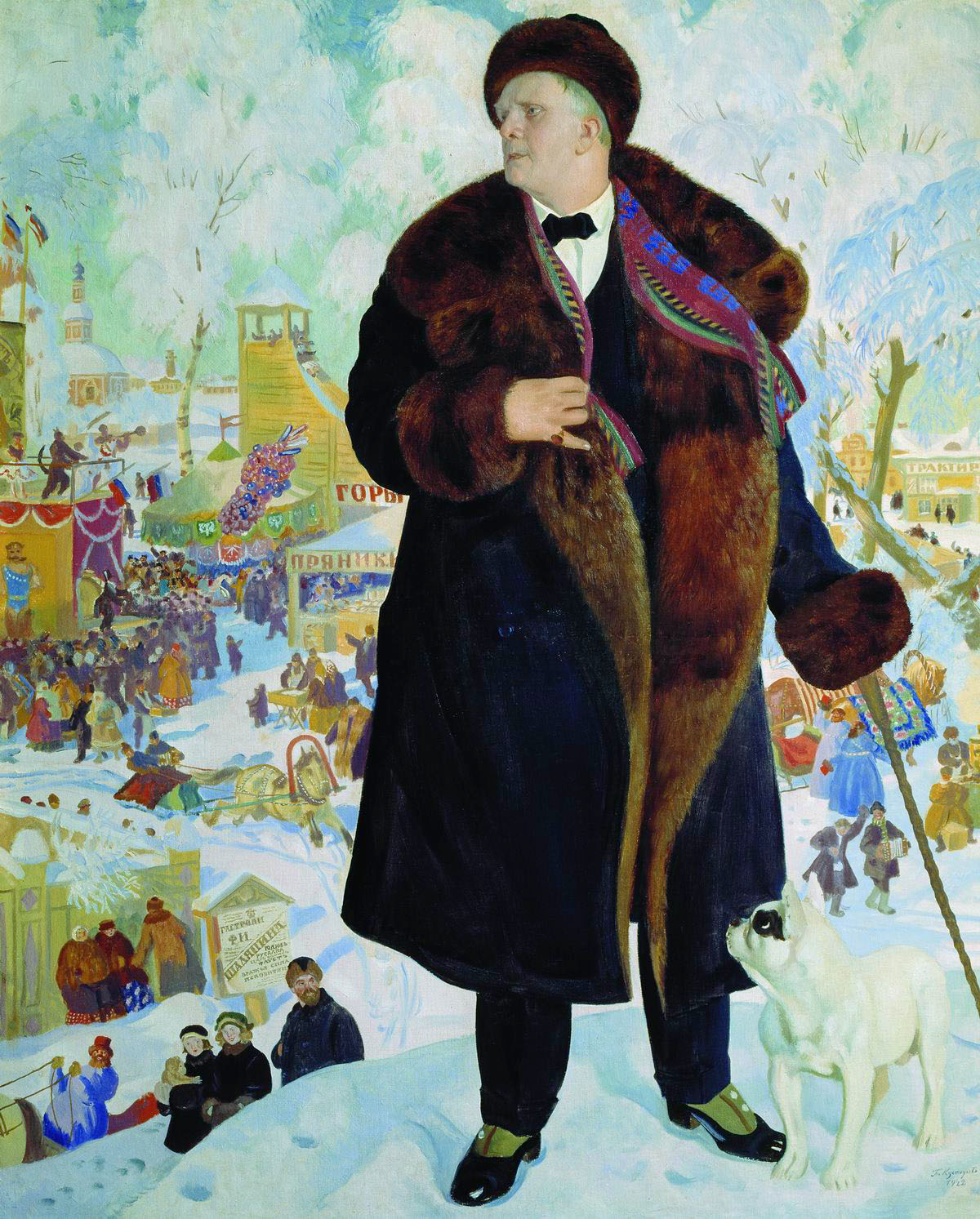
Fëdor Šaljapin ritratto del 1922 Museo Russo.

Kustodiev nacque ad Astrachan', nella famiglia di un professore di filosofia, storia della letteratura e logica presso il locale seminario teologico. Suo padre morì giovane, ed il peso del mantenimento della famiglia ricadde sulle spalle della madre. La famiglia Kustodiev affittò una piccola ala della casa di un ricco mercante. È qui che il ragazzo formò le sue prime impressioni sulla vita della classe mercantile nella provincia russa. L'artista scrisse successivamente: «Il modo di vivere dei ricchi e facoltosi mercanti era proprio lì, sotto il mio naso... Era come se venisse da un'opera di Ostrovskij». L'artista conservò queste impressioni giovanili per anni, ricreandole successivamente negli oli e negli acquerelli.

### Studi artistici
Tra il 1893 ed il 1896, Kustodiev studiò presso il seminario teologico ad Astrachan' e prese lezioni private di arte da Pavel Vlasov, allievo di Vasilij Perov. Successivamente, dal 1896 al 1903, frequentò lo studio di Il'ja Repin all'Accademia Imperiale delle Arti di San Pietroburgo. Nello stesso periodo, frequentò lezioni di scultura, da Dmitrij Stelleckij, e di incisione, da Vasilij Mate. Espose le sue opere per la prima volta nel 1896.
Repin scrisse: «Ho grandi speranze per Kustodiev. È un artista di talento ed un uomo serio e riflessivo, con un profondo amore per l'arte; sta eseguendo un attento studio della natura…». Quando a Repin fu commissionata la realizzazione di una grande tela per commemorare il centesimo anniversario del Consiglio di Stato, invitò Kustodiev come suo assistente. La realizzazione fu estremamente complessa e richiese molto duro lavoro. Insieme al suo insegnante, il giovane artista realizzò gli studi dei ritratti per il dipinto, ed eseguì poi la parte di destra del lavoro finale. Sempre in questo periodo, Kustodiev realizzò una serie di ritratti di personaggi contemporanei che sentiva essere i propri compagni spirituali. Tra di essi l'artista Ivan Bilibin (1901) e l'incisore Mate (1902). Il lavoro su questi ritratti aiutò considerevolmente l'artista, obbligandolo ad uno studio scrupoloso del proprio modello e a penetrare il mondo complesso dell'animo umano.
Nel 1903 sposò Julija Prošinskaja (1880-1942). Visitò la Francia e la Spagna, grazie ad un sussidio dell'Accademia Imperiale delle Arti, nel 1904. Sempre nel 1904, frequentò lo studio privato di Émile-René Ménard a Parigi. In seguito viaggiò ancora in Spagna e quindi, nel 1907, in Italia. Nel 1909 visitò l'Austria e la Germania, e poi nuovamente la Francia e l'Italia. Nel corso di questi anni dipinse molti ritratti ed opere di genere. Comunque, indipendentemente da dove si trovasse, nell'assolata Siviglia o nei parchi di Versailles, Kustodiev sentiva l'irresistibile attrattiva della madre patria. Dopo cinque mesi in Francia tornò in Russia, scrivendo con evidente gioia al suo amico Mate che tornava ancora una volta «nella nostra benedetta terra russa».

### Carriera artistica
La rivoluzione russa del 1905, che scosse le basi della società, stimolò una pronta risposta nell'animo dell'artista. Egli collaborò con le riviste satiriche Župel (Lo spauracchio) e Adskaja Počta (La posta dell'inferno). All'epoca, incontrò per la prima volta gli artisti del gruppo Mir iskusstva (Il mondo dell'arte), composto da artisti russi innovatori. Si unì alla loro associazione nel 1910 ed in seguito partecipò a tutte le loro esposizioni.
Nel 1905, Kustodiev cominciò a lavorare anche all'illustrazione di libri, un settore a cui lavorò per tutta la vita. Illustrò molte opere della letteratura classica russa, tra cui Le anime morte, Il calesse ed Il cappotto di Gogol'; Il canto dello Zar Ivan Vasiljevič', del giovane opričnik e del valoroso mercante Kalašnikov di Lermontov; Come il Diavolo rubò ai contadini un tozzo di pane e La candela di Lev Tolstoj.
Nel 1909 venne eletto all'Accademia russa di belle arti. Continuò a lavorare intensamente, ma una grave malattia, la tubercolosi della spina dorsale, lo costrinse a curarsi. Su suggerimento dei suoi medici si spostò in Svizzera, dove passò un anno sottoponendosi a cure in una clinica privata. Sentiva però la mancanza della patria lontana, e temi russi continuarono ad essere alla base delle opere dipinte in quegli anni. Nel 1918 dipinse La moglie del mercante con il tè, che divenne il più famoso dei suoi quadri.

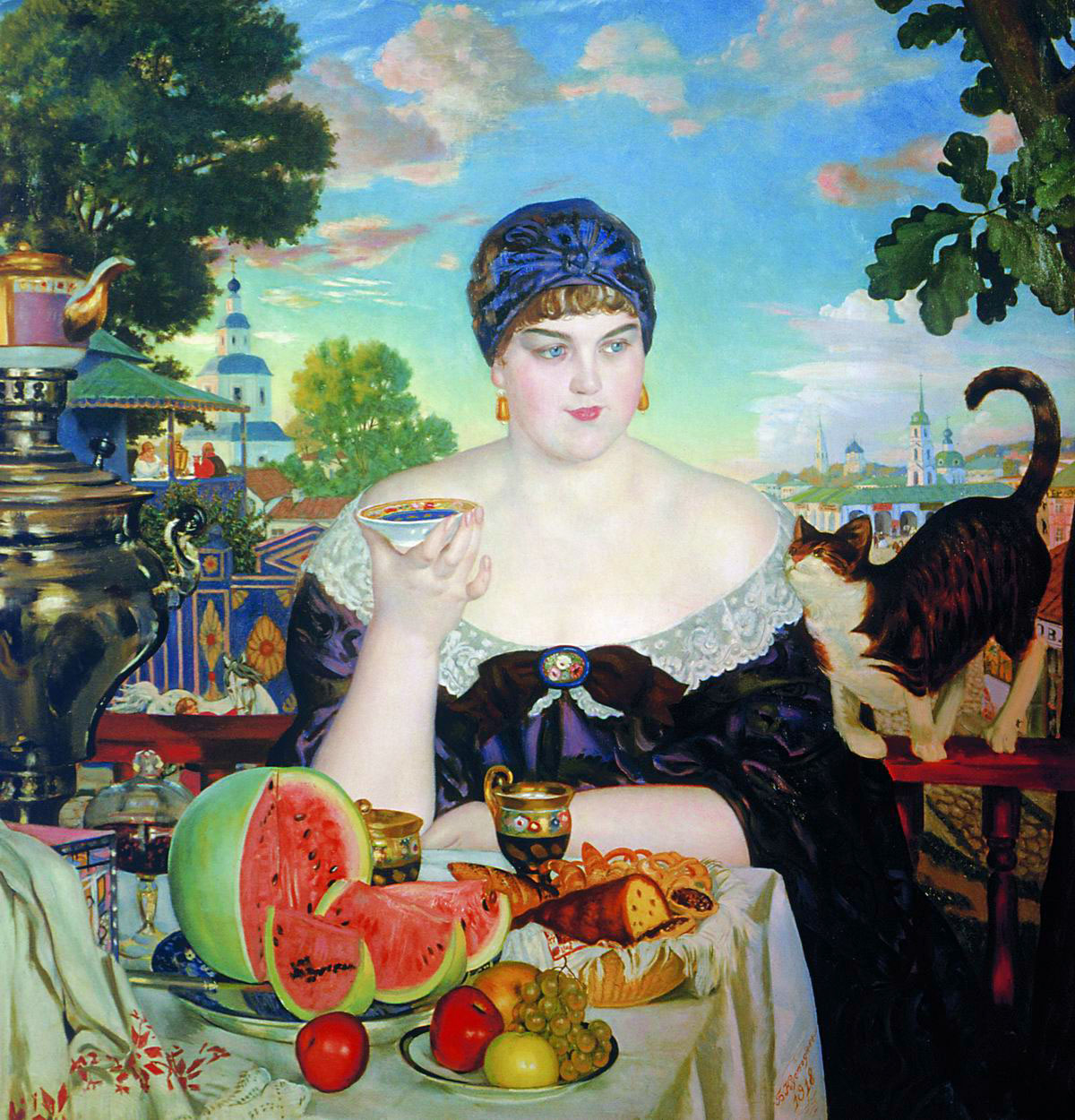
Kupčicha za čaem (La moglie del mercante con il tè), 1918, Museo Russo.

Nel 1916 divenne paraplegico. Scrisse: "Ora tutto il mio mondo è la mia stanza". La sua capacità di rimanere contento e vitale, nonostante la paralisi, stupiva tutti. I suoi dipinti colorati e di genere gioioso non rivelano le sue sofferenze fisiche, e forniscono al contrario l'impressione di una vita allegra e spensierata. Le tele del 1916, Maslenica e Fontanka u Kalinkina mosta (la Fontanka presso il ponte Kalinkin), prendono spunto dai suoi ricordi. Ricostruiva con precisione la propria giovinezza, in una attiva città sulla riva del Volga.
Nei primi anni successivi alla Rivoluzione del 1917, l'artista lavorò con grande ispirazione in diversi campi. Temi contemporanei divennero la base dei suoi lavori, che erano usati per calendari e copertine di libri, e negli schizzi ed illustrazioni per le decorazioni stradali. Le sue copertine delle riviste "Il campo di grano rosso" e "Panorama rosso" attirarono l'attenzione grazie ai soggetti vividi e chiari. Kustodiev lavorò anche nella litografia, illustrando i lavori di Nekrasov. Le sue illustrazioni per le storie di Leskov La rammendatrice e Lady Macbeth di Mtsensk, furono pietre miliari nella storia dell'illustrazione di libri in Russia, tanto bene corrispondevano alle immagini letterarie.

### Scenografia
L'artista si interessò anche di disegno di scenografie. Cominciò a lavorare in teatro nel 1911, quando disegnò le scene per Un cuore ardente di Aleksandr Nikolaevič Ostrovskij. Il successo fu tale che le proposte continuarono ad arrivare. Nel 1913, disegnò scenografie e costumi per La morte di Pažuchin di Michail Evgrafovič Saltykov-Ščedrin al Teatro d'arte di Mosca. Il suo talento in questo campo fu evidente soprattutto nel suo lavoro per le opere di Ostrovskij: È un affare di famiglia, Un colpo di fortuna, Lupi e pecore e La tempesta. L'ambientazione delle opere di Ostrovskij era la vita di provincia ed il mondo della classe mercantile, molto vicino al genere di pittura di Kustodiev, per cui fu in grado di lavorare facilmente e velocemente sulle scenografie.
Nel 1923, Kustodiev si unì all'Associazione degli artisti della Russia rivoluzionaria. Continuò a dipingere, incidere, illustrare libri e disegnare scenografie teatrali fino alla sua morte, avvenuta il 28 maggio 1927, a Leningrado.